# Metavargula apex
Metavargula apex is een mosselkreeftjessoort uit de familie van de Cypridinidae. De wetenschappelijke naam van de soort is voor het eerst geldig gepubliceerd in 1996 door Kornicker in Kornicker & Poore.